# فیلسک
شهر فیلسک (به آلمانی: Vilseck) در ایالت بایرن در کشور آلمان واقع شده‌است.